# Merope (Iliade)
Merope (in greco antico Μέροψ) è un personaggio della mitologia greca, legato al ciclo troiano. Viene menzionato in diverse opere, tra cui l'Iliade di Omero.

## Mitologia
Di famiglia aristocratica, Merope era un indovino di Percote, nella Troade, se non addirittura il re della città. Ebbe almeno quattro figli:
- Arisbe, la primogenita, che divenne la prima moglie di Priamo e dopo essere stata da lui ripudiata sposò il troiano Irtaco
- Adrasto, che fu re di Adrastea, città da lui fondata
- Anfio, che fu re di Pitiea, città da lui fondata
- Clite, che sposò giovanissima il coetaneo Cizico re dei Dolioni

Arisbe rese Merope nonno di Esaco, che fu anch'egli chiaroveggente, Asio, Niso, Ippocoonte. Esaco fu l'unico figlio che la donna ebbe da Priamo e anche l'unico che morì prima della guerra di Troia, cui presero parte i suoi fratellastri, insieme ad Adrasto e Anfio. Merope esortò i due figli maschi a non intervenire in quel conflitto, avendo previsto la loro morte: egli doveva dunque aver raggiunto un'età veneranda ed è plausibile che fosse ancora vivo dopo la caduta della città; in tal caso egli sarebbe sopravvissuto non solo a tre dei suoi figli - ovvero i due maschi e Clite - ma anche all'ex genero Priamo.